# Xavier Besse
Xavier Besse est un auteur de bandes dessinées français né à Angers le 31 mai 1971 .

## Biographie
Il étudie de 1996 à 1999 l'Histoire de l'art à l'École du Louvre puis obtient un Master en art et archéologie à l'Université de Londres.
Il travaille ensuite de 2000 à 2004 au Musée Guimet à Paris, en tant que chargé de mission, spécialiste de la céramique chinoise. Durant cette période, il écrira un livre sur le sujet publié aux éditions de la Réunion des Musées Nationaux (RMN) et publiera plusieurs articles, notamment dans la revue "Orientations". En 2005, il entreprend une carrière d'illustrateur jeunesse pour la Réunion des Musées Nationaux. De 2005 à 2010, il illustrera quatre volumes pour quatre auteurs différents.
A partir de 2009, il se dirige vers la bande dessinée. En 2009, en Espagne, paraît son premier album une adaptation des nouvelles Tres cuentos d'Edgar Allan Poe. En 2011, avec Jean-David Morvan au scénario, il signe chez Casterman Arsinoé est morte, le second volume de La mémoire d'Abraham. En 2012, pour le même éditeur, paraît Insane sur un scénario de Michaël Le Galli.
Pour Glénat, de 2017 à 2019, il collabore avec Alcante et Laurent-Frédéric Bollée sur la trilogie Lao Wai. L'histoire suit de jeunes soldats de Napoléon III engagés dans ce qui deviendra la seconde guerre de l'opium en Chine en 1859, conflit qui aboutira à la destruction du Palais d'Eté de Beijing par les armées Anglo-françaises. La série séduit pour son scénario sur un épisode mal connu et peu glorieux de l'histoire de France ainsi que pour ses dessins: Toujours aussi à l'aise pour peindre les costumes traditionnels chinois et les uniformes du Second empire, Xavier Besse régale de belles compositions.  comme le note M.Moubariki sur BDgest.
En 2022, il fait partie des dessinateurs participant au projet d'adaptation des romans de science-fiction de Liu Cixin. Il réalise le tome 5 de la série avec le livre intitulé "La perfection du cercle" en étant à la fois au scénario (adaptation du roman), au dessin et à la mise en couleur. En 2024, il change d'horizons et passe de la Chine au Western pour une contribution à la bande dessinée collective coordonnée par Tiburce Oger intitulée Law men of the West.
En parallèle, il est aussi illustrateur pour le magazine Figaro Histoire. La première contribution consiste en des illustrations sur la guerre de l'opium et est publiée en 2023. La seconde contribution propose des illustrations sur les personnages emblématiques de la guerre de Cent Ans et est publiée en 2025.

## Œuvres

### Histoire de l'Art
- Xavier Besse, A passion for Chinese ceramics: the story of the Ernest Grandidier collection, Orientations, 2001, 5 p. (lire en ligne)

- Xavier Besse, La Chine des porcelaines, Paris, Réunion des musées nationaux, 2004, 148 p. (ISBN 2-7118-4850-7 et 978-2-7118-4850-8, OCLC 58042970, lire en ligne)

### Albums jeunesse
- Alexia Sabatier, Sous l'œil du dragon, Paris, Réunion des Musées Nationaux, 2005 (ISBN 2-7118-4991-0 et 978-2-7118-4991-8, OCLC 420725122, lire en ligne)

- Anne Archambault, Askelaad et l'ours blanc aux yeux bleus, Paris, Réunion des musées nationaux, 2007 (ISBN 978-2-7118-5287-1 et 2-7118-5287-3, OCLC 335288212, lire en ligne)

- Pierre GroszPierre, Monsieur Manet a demandé du noir, Paris, Réunion des musées nationaux jeunesse, dl 2010 (ISBN 978-2-7118-5655-8 et 2-7118-5655-0, OCLC 758759054, lire en ligne)

- Rémy Goavec, L'odyssée de Shivaji, Paris, Réunion des musées nationaux jeunesse, 2010 (ISBN 978-2-7118-5788-3 et 2-7118-5788-3, OCLC 716826798, lire en ligne)

### Bandes dessinées

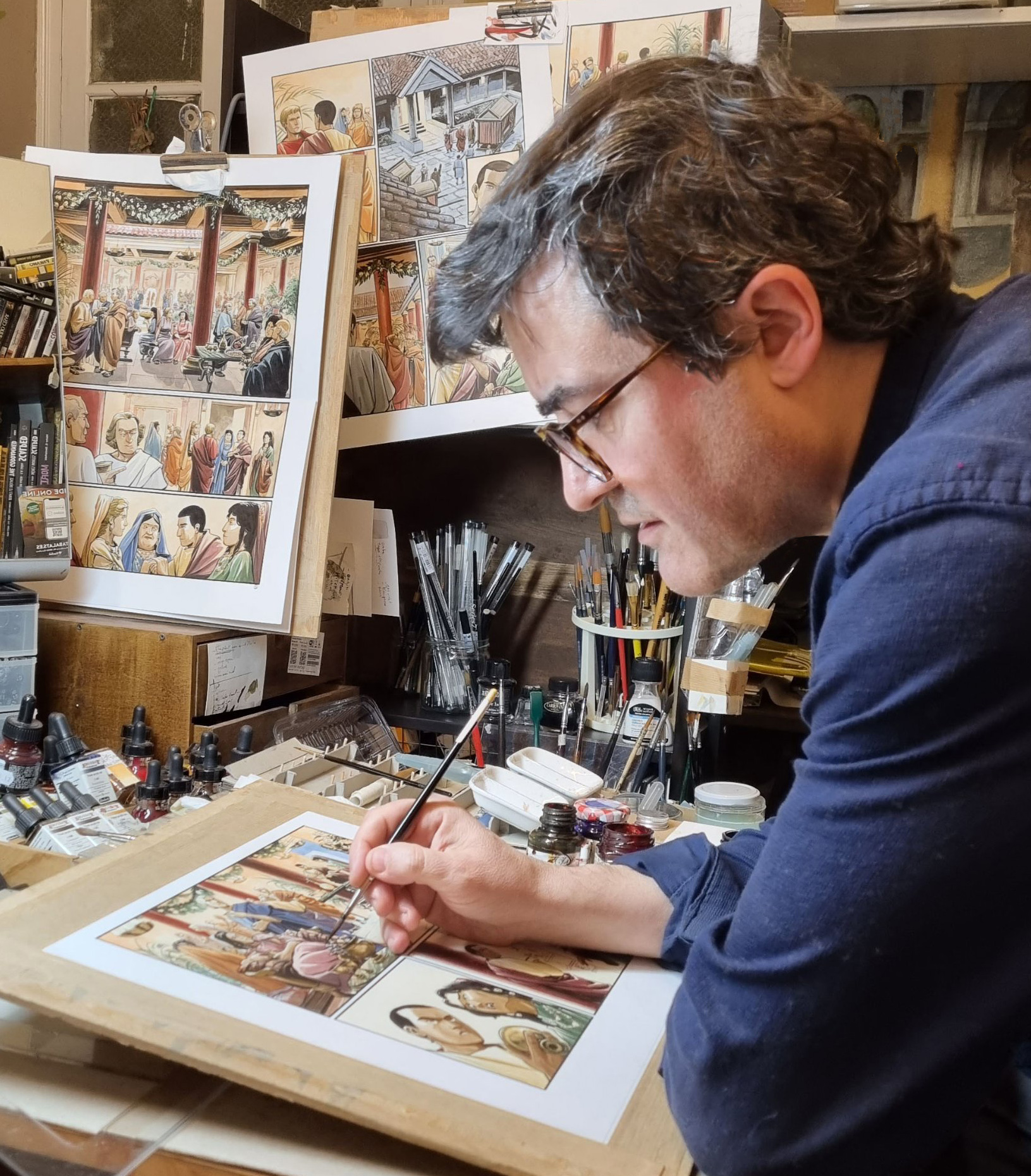
Xavier Besse dans son atelier

- Tres cuentos de Poe en B/N,  Edelvives,   (ISBN 978-84-263-7181-2), 2009
Scénario et dessin : Xavier Besse

- La mémoire d'Abraham, T.2: Arsinoé est morte ,  Casterman,  (ISBN 978-2-203-02654-4),  2011
Scénario :  Yann Le Gal, Jean-David Morvan, Frédérique Voulyzé  - Dessin :  Xavier Besse,Steven Dupré

- Insane ,  Casterman,   (ISBN 978-2-203-04069-4),  2012
Scénario :  Michaël Le Galli  - Dessin :  Xavier Besse

- Lao Wai tome 1 : La guerre de l'opium ,  Glénat,   (ISBN 9782344005040),  2017
Scénario :  Alcante, Laurent-Frédéric Bollée  - Dessin :  Xavier Besse

- Lao Wai tome 2 : La bataille de Dagu ,   (ISBN 9782344010549),  Glénat
Scénario :  Alcante, Laurent-Frédéric Bollée  - Dessin :  Xavier Besse - Couleurs : } 2018

- Lao Wai tome 3 : La chute du palais d'été ,  Glénat,   (ISBN 9782344026557),  2019
Scénario :  Alcante, Laurent-Frédéric Bollée  - Dessin :  Xavier Besse

- Les futurs de Liu Cixin tome 5 : La perfection du cercle ,  2022,  Delcourt
Scénario, dessin et couleurs :  Xavier Besse -   (ISBN 9782413038061)

- Law men of the West ,  2024,  Bamboo édition
Scénario :  Tiburce Oger  - Dessin et couleurs :  Xavier Besse -   (ISBN 9791041106752)

## Prix et distinctions
- Prix du meilleur album du festival de Buc en 2017 pour LaoWai, tome 1 : La guerre de l'opium[10].

- Prix "Marine Bravo Zulu" pour LaoWai tome 1: La guerre de l'opium [11]